# Сведа
Све́да, или Содник, или Шведка (лат. Suaeda, араб. سويداء‎ — чёрненькая), — род растений семейства Амарантовые (Amaranthaceae), распространенный по всему земному шару на более-менее засолённых местах.

## Ботаническое описание
Однолетние или многолетние травы, полукустарники, кустарники. Листья мясистые, сидячие или короткочерешковые, узколинейные или ланцетно-линейные.
Цветки обоеполые, собраны по (1) 2—5 (7) в пазухах прицветников. Околоцветник чашечковидный, из 5 листочков. Тычинок 5.

## Виды
Род включает около 100—110 видов, некоторые из них:
- Suaeda acuminata (C.A.Mey.) Moq. — Сведа заострённая
- Suaeda altissima (L.) Pall. — Сведа высокая
- Suaeda arctica Jurtzev & V.V.Petrovsky — Сведа арктическая
- Suaeda arcuata Bunge — Сведа дуголистная
- Suaeda confusa Iljin — Сведа запутанная
- Suaeda corniculata (C.A.Mey.) Bunge — Сведа рожконосная
- Suaeda dendroides (C.A.Mey.) Moq. — Сведа кустарничковая
- Suaeda glauca (Bunge) Bunge — Сведа сизая
- Suaeda heterophylla (Kar. & Kir.) Bunge — Сведа разнолистная
- Suaeda kossinskyi Iljin — Сведа Косинского
- Suaeda linifolia Pall. — Сведа льнолистная, или Сведа линейнолистная
- Suaeda maritima (L.) Dumort. — Сведа приморская, или Сведа морская
- Suaeda microphylla Pall. — Сведа мелколистная
- Suaeda microsperma (C.A.Mey.) Fenzl — Сведа мелкосемянная
- Suaeda olufsenii Paulsen — Сведа Олуфсена
- Suaeda pannonica Beck — Сведа венгерская
- Suaeda paradoxa (Bunge) Bunge — Сведа странная
- Suaeda physophora Pall. — Сведа пузыреносная, или Сведа вздутоплодная
- Suaeda prostrata Pall. — Сведа стелющаяся, или Сведа лежачая
- Suaeda salsa (L.) Pall. — Сведа солончаковая
- Suaeda vera Forssk. ex J.F.Gmel. typus[2]